# Эйплт, Колин Джеймс
Колин Джеймс Эйплт (англ. Colin James Apelt) — инженер-строитель и педагог.
Родился 3 апреля 1931 года в городе Брисбене Австралийского штата Квинсленд.
Придумал и запатентовал (совместно с Гордоном Р. МакКеем) кульверт с минимальной потерей энергии.
Внёс вклад в численные методы физики книгой «Числовые расчёты полей в технике и физике» (1961 год, в соавторстве с А. Томом).
Подготовил 15 докторов философии, 90 рецензированных статей, 24 технических отчёта, 2 инженерных фильма и 1 видео, 31 нерецензированных статей и исследовательских отчёта.
В некоторых книгах на русском языке фамилия переведена как Апельт.

## Учёные степени
- 1952 — бакалавр инженерии Квинслендского университета (Австралия)
- 1957 — доктор философии Оксфордского университета (Англия) по специальности «Динамика жидкости и численный анализ»[3]

## Книги
- 1961 — «Числовые расчёты полей в технике и физике» (А. Том и К. Эйплт)
- «Field Computations in Engineering and Physics» (A. Thom, C. J. Apelt)

## Научные статьи
- 1983 год — C. J. Apelt, F. I. E. Aust. Hydraulics of Minimum Energy Culverts and Bridge Waterways // Civil Engineering Transaction. — 1983.
- 1987 год — C.J. Apelt, J. Piorewicz. Laboratory studies of breaking wave forces acting on vertical cylinders in shallow water (англ.) // Coastal Engineering. — Vol. 11, iss. 3. — P. 263–282. — doi:10.1016/0378-3839(87)90015-9.
- 1995 год — C. J. Apelt, G. S. West. Comparison of two methods for direct measurement of sectional fluctuating lift on a circular cylinder (англ.) // Experiments in Fluids. — 1996-01-01. — Vol. 20, iss. 3. — P. 232–233. — ISSN 1432-1114 0723-4864, 1432-1114. — doi:10.1007/BF00190281.

## Профессии
- 1947(48)-1952 (уточнить) — студент Квинслендского университета
- 1951—1954 — инженер-проектировщик «Queensland Water Resources»
- 1954—1957 (уточнить) — аспирант Оксфордского университета
- 1957—1958 — сотрудник докторантуры Оксфордского университета
- 1958—1964 — старший преподаватель Квинслендского университета
- 1965—1979 — доцент строительной инженерии Квинслендского университета
- 1966 — научный сотрудник Массачусетского технологического института (город Кембридж штата Массачусетс)
- 1969 — приглашённый профессор Колорадского государственного университета (город Форт Коллинс штата Колорадо)
- 1979—1999 — профессор строительной инженерии Квинслендского университета (с 1999 года почётный профессор)
- 1982—1994 — заведующий кафедрой строительной инженерии Квинслендского университета

## Семья
Родители — Артур Эйплт (Arthur Apelt) и Оливия Эйплт (Картер) (Olive (Carter) Apelt)
Супруга (с 13 августа 1960 года) — Маргарет Мари Даффи (Margaret Mary Duffy)
Дети — Рут Эйплт (Ruth Apelt), Рита Эйплт (Rita Apelt), Рэйчел Эйплт (Rachel Apelt), Джон Клэр Эйплт (John Clare Apelt), Томас Эйплт (Thomas Apelt), Хелен Эйплт (Helen Apelt), Эньюл Эйплт (Annual Apelt)

## Интересы
Пешие прогулки, садоводство, музыка.